# Carl Nicolai Starcke
Carl Nicolai Starcke (født 29. marts 1858 i København, død 7. marts 1926 sammesteds) var en dansk filosof, sociolog og skolemand, fader til Viggo Starcke.
Starcke tog i 1881 magisterkonferens i filosofi, to år efter doktorgraden (disputats om Feuerbach). I sin filosofi har han navnlig undersøgt de socialt bestemte sider af menneskelivet: Etikkens teoretiske Grundlag (1889), Samvittighedslivet, I—III (1894-97), Personlighedens Moral (1912), Pædagogik (1914).
Navnkundigt blev Starckes sociologiske hovedværk: Die primitive Familie (1888, også på
engelsk og fransk), hvori han vender sig mod de alt for vidtgående slutninger, man havde draget af forskellige primitive folks slægtskabsbetegnelser, og viser, at disse ikke altid kan tages som udtryk for familie-, men snarere for retsforhold. 
Andre arbejder er: Skepticismen siden Reformationen (1890), Typer af den filosofiske Tænknings Historie (1918), Videnskaben og Kulturudviklingen i det 19. Aarhundrede (1919), Baruch de Spinoza (1921) og en lang rækle socialpolitiske skrifter samt
lærebøger. I slutningen af 1890'erne udviklede Starcke sine skoletanker om en ny skole i forskellige skrifter og foredrag. Dette førte i 1899 til oprettelse af den første ny skole i Danmark, Det danske Selskabs Skole, med Starcke som skoleforstander indtil 1911, hvor det besluttedes at lukke skolen. Fra 1916 var Starcke professor i filosofi ved Københavns Universitet.
Ved siden heraf drev Starcke en omfattende politisk virksomhed: 1913-1918| som folketingsmand (Venstre, valgt i Faaborgkredsen), 1913-1916 som formand for Henry George-foreningen. Det herfra udskilte Retsforbundet og dets organ Det frie Blad ofrede Starcke siden 1920 en stor del af sine kræfter (1924 partiets rigsdagskandidat i Svendborgkredsen). 